# Skolhusdammen
Skolhusdammen är en sjö i Rättviks kommun i Dalarna och ingår i Dalälvens huvudavrinningsområde. Sjön har en area på 0,0766 kvadratkilometer och ligger 233,4 meter över havet. Sjön avvattnas av vattendraget Lillälven (Tängerströmmen).
Skolhusdammen är den damm som uppfördes i samband med att Dalfors bruks privilegier utökades och en ny damm behövdes, och den anlades på 1730-talet. Till en början kallas den mest Nya dammen, under 1800-talet vanligen Nedre hammardammen eller Nedre dammen. Namnet Skolhusdammen har den senare fått av skolhuset som uppfördes invid dammen 1855.

## Delavrinningsområde
Skolhusdammen ingår i det delavrinningsområde (678891-147794) som SMHI kallar för Utloppet av Skolhusdammen. Medelhöjden är 241 meter över havet och ytan är 0,63 kvadratkilometer. Räknas de 16 avrinningsområdena uppströms in blir den ackumulerade arean 131,66 kvadratkilometer. Lillälven (Tängerströmmen) som avvattnar avrinningsområdet har biflödesordning 2, vilket innebär att vattnet flödar genom totalt 2 vattendrag innan det når havet efter 314 kilometer. Avrinningsområdet består mestadels av skog (57 procent) och öppen mark (27 procent). Avrinningsområdet har 0,08 kvadratkilometer vattenytor vilket ger det en sjöprocent på 12,1 procent.